# 25 meter snabbpistol för herrar i skytte vid olympiska sommarspelen 2024
Herrarnas 25 meter snabbpistol vid olympiska sommarspelen 2024 ägde rum den 4 och 5 augusti 2024 på Centre national de tir sportif i Châteauroux i Frankrike.

## Medaljörer
| Gren                 | Guld            | Guld            | Silver                 | Silver                 | Brons            | Brons            |
| -------------------- | --------------- | --------------- | ---------------------- | ---------------------- | ---------------- | ---------------- |
| 25 meter snabbpistol | Li Yuehong Kina | Li Yuehong Kina | Cho Yeong-jae Sydkorea | Cho Yeong-jae Sydkorea | Wang Xinjie Kina | Wang Xinjie Kina |

## Rekord
Före tävlingarna gällde dessa rekord:
| Kvalrekord       | Kvalrekord                                 | Kvalrekord | Kvalrekord                    | Kvalrekord               |
| ---------------- | ------------------------------------------ | ---------- | ----------------------------- | ------------------------ |
| Världsrekord     | Christian Reitz (GER) · Kim Jun-hong (KOR) | 593        | Osijek, Kroatien Peking, Kina | 30 juli 2013 6 juli 2014 |
| Olympiskt rekord | Aleksej Klimov (RUS)                       | 592        | London, Storbritannien        | 3 augusti 2012           |

| Finalrekord      | Finalrekord       | Finalrekord | Finalrekord            | Finalrekord     |
| ---------------- | ----------------- | ----------- | ---------------------- | --------------- |
| Världsrekord     | Li Yuehong (CHN)  | 39          | Baku, Azerbajdzjan     | 21 augusti 2023 |
| Olympiskt rekord | Leuris Pupo (CUB) | 34          | London, Storbritannien | 3 augusti 2012  |

## Program
Alla tider är UTC+2.
| Datum                 | Tid  | Omgång            |
| --------------------- | ---- | ----------------- |
| Söndag 4 augusti 2024 | 9:00 | Omgång 1 Omgång 2 |
| Måndag 5 augusti 2024 | 9:00 | Final             |

## Resultat

### Kval
| Placering | Skytt                 | Nation       | Omgång 1 | Omgång 1 | Omgång 1 | Omgång 1 | Omgång 2 | Omgång 2 | Omgång 2 | Omgång 2 | Totalt  | Noteringar |
| Placering | Skytt                 | Nation       | 8s       | 6s       | 4s       | Totalt   | 8s       | 6s       | 4s       | Totalt   | Totalt  | Noteringar |
| --------- | --------------------- | ------------ | -------- | -------- | -------- | -------- | -------- | -------- | -------- | -------- | ------- | ---------- |
| 1         | Li Yuehong            | Kina         | 97       | 99       | 98       | 294      | 98       | 98       | 98       | 294      | 588-30x | 0Q0        |
| 2         | Wang Xinjie           | Kina         | 99       | 98       | 96       | 293      | 99       | 98       | 97       | 294      | 587-24x | 0Q0        |
| 3         | Pavlo Korostylov      | Ukraina      | 98       | 100      | 95       | 293      | 100      | 98       | 96       | 294      | 587-17x | 0Q0        |
| 4         | Cho Yeong-jae         | Sydkorea     | 100      | 100      | 97       | 297      | 99       | 97       | 93       | 289      | 586-22x | 0Q0        |
| 5         | Massimo Spinella      | Italien      | 100      | 97       | 97       | 294      | 99       | 97       | 96       | 292      | 586-19x | 0Q0        |
| 6         | Florian Peter         | Tyskland     | 99       | 98       | 95       | 292      | 100      | 99       | 94       | 293      | 585-27x | 0Q0        |
| 7         | Clément Bessaguet     | Frankrike    | 100      | 97       | 96       | 293      | 98       | 100      | 94       | 292      | 585-17x |            |
| 8         | Maksym Horodynets     | Ukraina      | 99       | 96       | 94       | 289      | 99       | 99       | 97       | 295      | 584-14x |            |
| 9         | Vijayveer Sidhu       | Indien       | 98       | 98       | 97       | 293      | 100      | 98       | 92       | 290      | 583-26x |            |
| 10        | Nikita Chiryukin      | Kazakstan    | 98       | 99       | 96       | 293      | 97       | 100      | 93       | 290      | 583-20x |            |
| 11        | Peeter Olesk          | Estland      | 98       | 98       | 93       | 289      | 97       | 100      | 97       | 294      | 583-17x |            |
| 12        | Riccardo Mazzetti     | Italien      | 95       | 97       | 97       | 289      | 100      | 98       | 96       | 294      | 583-14x |            |
| 13        | Anish Bhanwala        | Indien       | 98       | 98       | 97       | 293      | 99       | 97       | 93       | 289      | 582-22x |            |
| 14        | Matěj Rampula         | Tjeckien     | 99       | 96       | 93       | 288      | 97       | 97       | 99       | 293      | 581-22x |            |
| 15        | Ghulam Mustafa Bashir | Pakistan     | 98       | 99       | 95       | 292      | 97       | 97       | 95       | 289      | 581-19x |            |
| 16        | Leuris Pupo           | Kuba         | 98       | 97       | 90       | 285      | 100      | 98       | 98       | 296      | 581-13x |            |
| 17        | Song Jong-ho          | Sydkorea     | 98       | 98       | 96       | 292      | 99       | 98       | 91       | 288      | 580-26x |            |
| 18        | Ruslan Lunev          | Azerbajdzjan | 98       | 98       | 93       | 289      | 98       | 100      | 93       | 291      | 580-22x |            |
| 19        | Keith Sanderson       | USA          | 98       | 98       | 93       | 289      | 99       | 97       | 94       | 290      | 579-16x |            |
| 20        | Enkhtaivany Davaakhüü | Mongoliet    | 97       | 98       | 93       | 288      | 99       | 95       | 96       | 290      | 578-20x |            |
| 21        | Jorge Álvarez         | Kuba         | 96       | 96       | 98       | 290      | 100      | 94       | 94       | 288      | 578-18x |            |
| 22        | Jean Quiquampoix      | Frankrike    | 98       | 96       | 96       | 290      | 100      | 94       | 94       | 288      | 578-16x |            |
| 23        | Christian Reitz       | Tyskland     | 99       | 98       | 94       | 291      | 98       | 98       | 90       | 286      | 577-15x |            |
| 24        | Omar Mohamed          | Egypten      | 97       | 97       | 94       | 288      | 98       | 97       | 93       | 288      | 576-18x |            |
| 25        | Henry Leverett        | USA          | 96       | 97       | 93       | 286      | 98       | 93       | 96       | 287      | 573-16x |            |
| 26        | Sergei Evglevski      | Australien   | 96       | 95       | 92       | 283      | 99       | 97       | 94       | 290      | 573-14x |            |
| 27        | Martin Podhráský      | Tjeckien     | 95       | 99       | 92       | 286      | 100      | 96       | 91       | 287      | 573-11x |            |
| 28        | Dai Yoshioka          | Japan        | 98       | 93       | 93       | 284      | 98       | 96       | 94       | 288      | 572-12x |            |
| 29        | Douglas Gómez         | Venezuela    | 95       | 94       | 95       | 284      | 96       | 99       | 90       | 285      | 569-12x |            |
| Källa:    |                       |              |          |          |          |          |          |          |          |          |         |            |

### Final
| Placering | Skytt            | Nation   | Serie | Serie | Serie | Serie | Serie | Serie | Serie | Serie | Noteringar |
| Placering | Skytt            | Nation   | 1     | 2     | 3     | 4     | 5     | 6     | 7     | 8     | Noteringar |
| --------- | ---------------- | -------- | ----- | ----- | ----- | ----- | ----- | ----- | ----- | ----- | ---------- |
| 1         | Li Yuehong       | Kina     | 5     | 8     | 12    | 14    | 18    | 23    | 27    | 32    |            |
| 2         | Cho Yeong-jae    | Sydkorea | 3     | 6     | 11    | 15    | 19    | 21    | 24    | 25    |            |
| 3         | Wang Xinjie      | Kina     | 5     | 8     | 11    | 13    | 17    | 20    | 23    | —     |            |
| 4         | Florian Peter    | Tyskland | 2     | 7     | 11    | 14    | 18    | 20*   | —     | —     | SO         |
| 5         | Pavlo Korostylov | Ukraina  | 4     | 6     | 10    | 14    | 16    | —     | —     | —     |            |
| 6         | Massimo Spinella | Italien  | 1     | 4     | 9     | 10    | —     | —     | —     | —     |            |
| Källa:    |                  |          |       |       |       |       |       |       |       |       |            |